# 1913 au Nouveau-Brunswick
Chronologie du Nouveau-Brunswick
- 1909
- 1910
- 1911
- 1912
- 1913
- 1914
- 1915
- 1916
- 1917

Cette page concerne les événements survenus en 1913 dans la province canadienne du Nouveau-Brunswick.

## Événements
- La société l'Assomption quitte les États-Unis et s'établit à Moncton.
- 15 février : Fusion de la Bank of New Brunswick (en) avec la Bank of Nova Scotia.

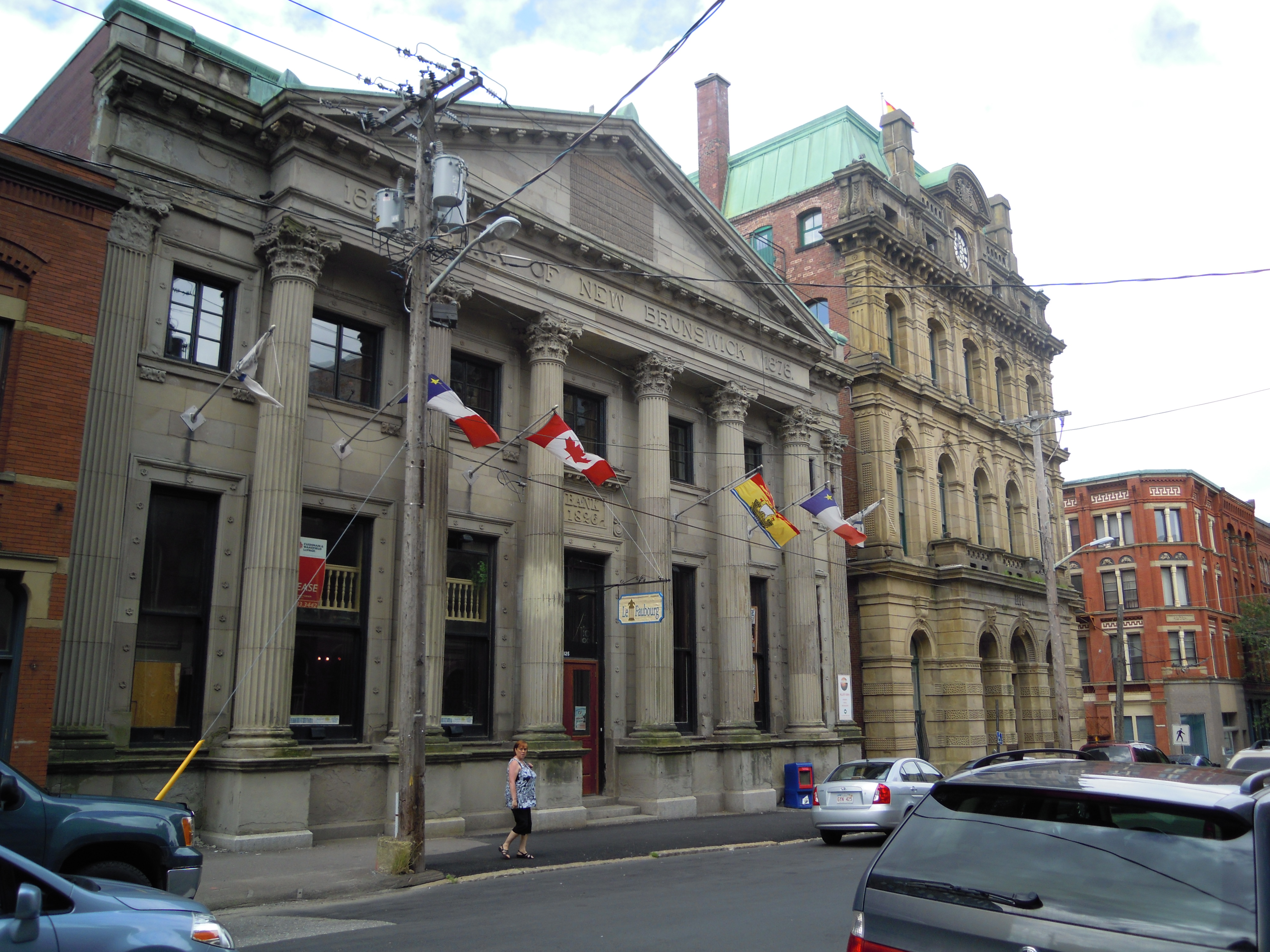
Ancien siège de la Bank of New Brunswick à Saint-Jean.

- 27 novembre : fondation des journaux L'Acadien à Moncton et Le Madawaska à Edmundston.
- 31 décembre : le conservateur Harry Fulton McLeod remporte l'élection partielle fédérale sans opposition de la circonscription de York à la suite de la démission d'Oswald Smith Crocket, nommé juge à la Cour suprême du Nouveau-Brunswick le 11 décembre.

## Naissances
- 31 mars : William Gallant, député

## Décès
- 10 juin : John Valentine Ellis, député et sénateur.